# PMC Global
PMC Global ist ein privater US-amerikanischer Konzern auf den Gebieten Chemie und Kunststoff. Er wurde 1971 vom heutigen Inhaber Philip E. Kamins gegründet.

## Tochtergesellschaften
- Benechim
- Chemische Fabrik Berg
- General Plastics Group
- Moehs Iberica
- Norchim
- Oxiris Chemicals
- PMC Specialties Group
- RAK FTZ
- Raschig GmbH

Quelle pmcglobalinc.com: